# Sociedade Esportiva Palmeiras (futebol feminino)
O Palmeiras Feminino é a equipe de futebol feminino da Sociedade Esportiva Palmeiras, clube multiesportivo localizado na cidade de São Paulo. A modalidade foi implementada no ano de 1997 e reativada em 2019. Durante o primeiro período de atividade, contou com parcerias com prefeituras de diversas cidades paulistas, como São Bernardo do Campo (2005-2006), Salto (2008) e Bauru (2012).
Dentre suas principais conquistas até então, destacam-se a Copa Libertadores de 2022 e os títulos do Campeonato Paulista de 2001, 2022 e 2024.

## História

### 1997–2012
Durante esses primeiros anos a equipe foi campeã do Campeonato Paulista de Futebol Feminino em 2001 e dos Jogos Regionais em 2005, 2008 e 2010. A equipe também foi vice-campeã da Taça Brasil de Futebol Feminino em 2000.

### 2019
Em 2019, de forma a estimular o crescimento dessa modalidade, entrou em vigor uma regra que exige que os clubes tenham uma equipe de futebol feminina participando de competição nacional para a participação de clubes na Copa Libertadores da América masculina. Neste ano, a Sociedade Esportiva Palmeiras reativou a sua equipe feminina e estabeleceu sede na cidade de Vinhedo, ao fechar uma parceria válida por um ano com a prefeitura da cidade. A escolha pela cidade se deu pela identificação histórica com o clube, já que ambos tiveram importantes contribuições de imigrantes italianos em suas fundações. As partidas são realizadas no estádio Nelo Bracalente, capaz de receber aproximadamente 4.000 torcedores.
No ano de sua reativação a equipe participou do Campeonato Paulista, do Campeonato Brasileiro Série A2 e da Copa Paulista. A equipe obteve resultados expressivos, garantiu a classificação para a divisão principal no Campeonato Brasileiro e sagrou-se campeã da Copa Paulista, ganhando do rival São Paulo de virada, por 2 a 1.
O jogo que marcou a volta do time feminino do Palmeiras aos gramados, em 27 de março de 2019, foi uma partida válida pela série A2 do Brasileirão feminino na qual, em Vinhedo, o Palmeiras fez 8 gols em cima do time Moreninhas do Mato Grosso do Sul. Os gols foram marcados por Lurdinha (2), Maressa (2), Luana (1), Karla (1), Isabella (1) e Thais (1).

### 2020
Em 2020, a temporada ficou marcada pela pandemia de covid-19, sendo a maioria das partidas sendo disputadas sem público. A equipe acabou sendo semifinalista do campeonato paulista e do Campeonato Brasileiro Série A1.

### 2021
Em 2021 o time disputou o Campeonato Brasileiro feminino na série A1 do torneio, tendo terminado a primeira fase invicto, ficando em segundo lugar na classificação geral. Na fase eliminatória da competição o time chegou até a final ficando em segundo lugar e garantindo a classificação inédita para a Copa Libertadores da América Feminina de 2022.
Foi também em 2021 que as torcidas de 16 agremiações do Brasileirão Feminino incluindo a do Palmeiras lançaram a hashtag #elastemnome nas redes sociais para simbolizar uma campanha que pedia a utilização do nome das jogadoras desses times em suas camisas de jogo. Em junho desse mesmo ano a campanha chegou ao fim e foi vitoriosa, então o time feminino do Palmeiras disputou a primeira partida com nomes nas camisas das atletas no dia 20 daquele mês contra o Napoli de Santa Catarina.
No segundo semestre de 2021 o Palmeiras disputou o Campeonato Paulista Feminino ficando em 5° lugar na fase de pontos corridos, sendo eliminado do torneio e com isso garantindo vaga para disputar a Copa Paulista Feminina, competição que nas semifinais o Palmeiras venceu o time do Taubaté por 1 a 0 no primeiro jogo e 3 a 1 no segundo, se classificando para a final contra o time do São José. Na primeira partida da final o Palmeiras foi vitorioso com o placar de 3 a 0 e na segunda perdeu por 2 a 1 somando 4 a 2 no agregado, assim garantindo o bicampeonato inédito da Copa Paulista Feminina e se consolidando como o time que mais vezes venceu esse torneio.
Em dezembro de 2021 o time disputou a primeira edição do torneio amistoso Brasil Ladies Cup, ficando no mesmo grupo de Santos, Flamengo e River Plate. Os resultados foram um empate por 1 a 1 contra o Santos, uma vitória por 1 a 0 contra o Flamengo e uma goleada por 4 a 0 contra o River Plate. Como o time precisava vencer por seis gols de vantagem no mínimo contra o River para ter um saldo de gols maior do que o Santos e assim conquistar a classificação para a final, o time se despediu do campeonato como segundo melhor do grupo sem conseguir chegar até a decisão do torneio. Com essa partida o time encerrou a temporada de 2021.

### 2022
Para a temporada de 2022, contou com a renovação de vinte atletas do elenco e a contratação de sete atletas: Amanda, Day Silva, Sâmia Priscila, Patricia Sochor, Byanca Brasil (a maior artilheira do Campeonato Brasileiro, com 48 gols), Andressinha e o retorno da Bia Zaneratto. Disputou a Supercopa do Brasil, o Campeonato Brasileiro, o Campeonato Paulista e pela primeira vez a Copa Libertadores da América.

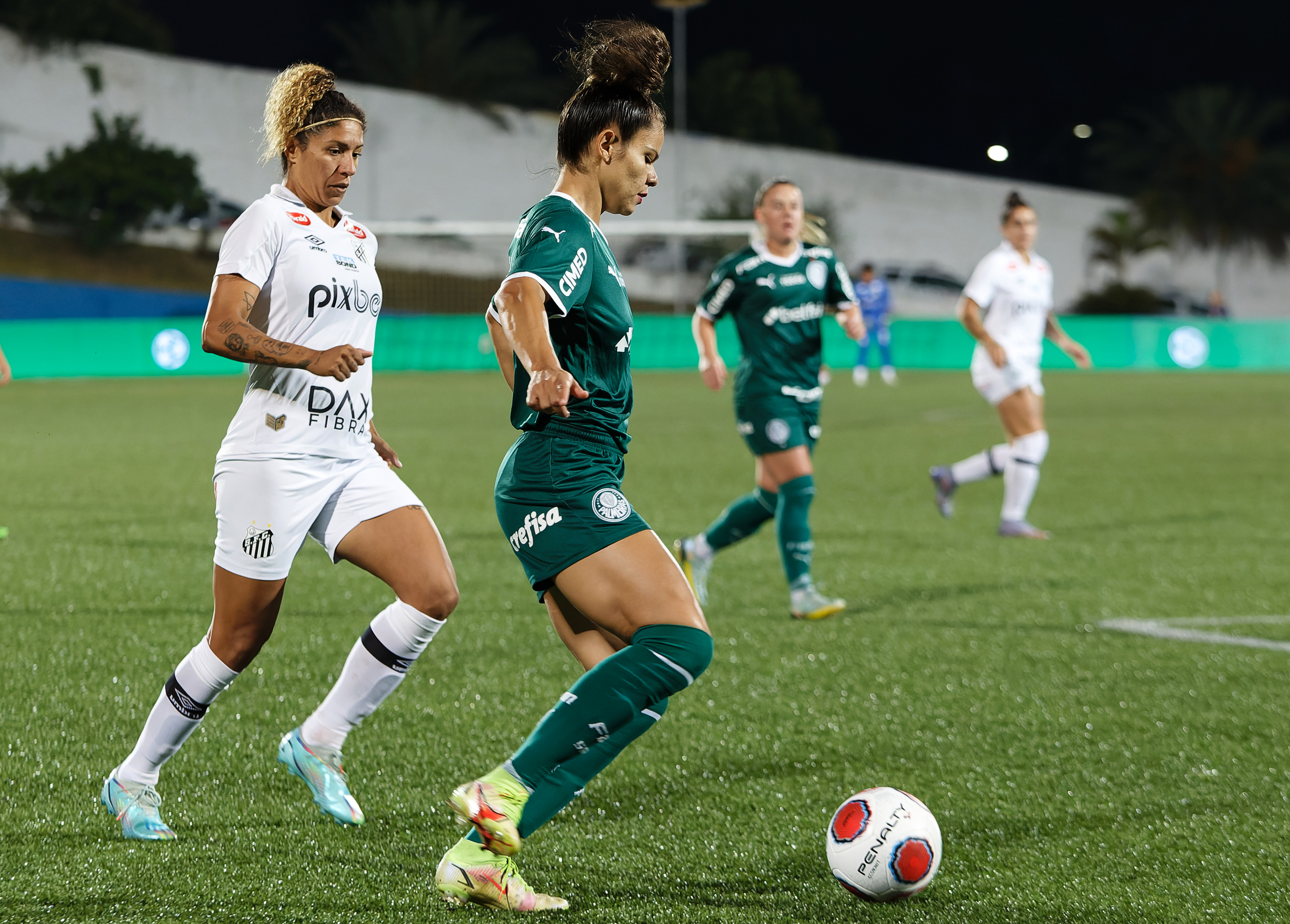
Jogadoras do Palmeiras e do Santos disputam a primeira partida da final do Campeonato Paulista de 2022

Em outubro de  2022, na sua primeira participação na competição, o Palmeiras foi campeão da Libertadores feminina de forma inviccta. O título na competição entre as mulheres é inédito e foi conquistado com vitória por 4 a 1 sobre o Boca Juniors na final, Ary Borges, Byanca Brasil, Poliana e Bia Zaneratto fizeram os gols da equipe, Brisa Priori descontou para as argentinas.
Em dezembro de 2022, a equipe alviverde levantou sua primeira taça de competição oficial no Allianz Parque. Comandadas pela meio-campista Bia Zaneratto, as jogadoras conquistaram o Campeonato Paulista de 2022, após vencer o Santos por 2 a 1 na finalíssima da competição.
O jogo do título paulista também marcou o recorde de público em partidas de futebol feminino em toda a história do Allianz Parque, já que compareceram cerca de 20 mil pessoas para prestigiar a decisão na arena palmeirense.

## Estádios

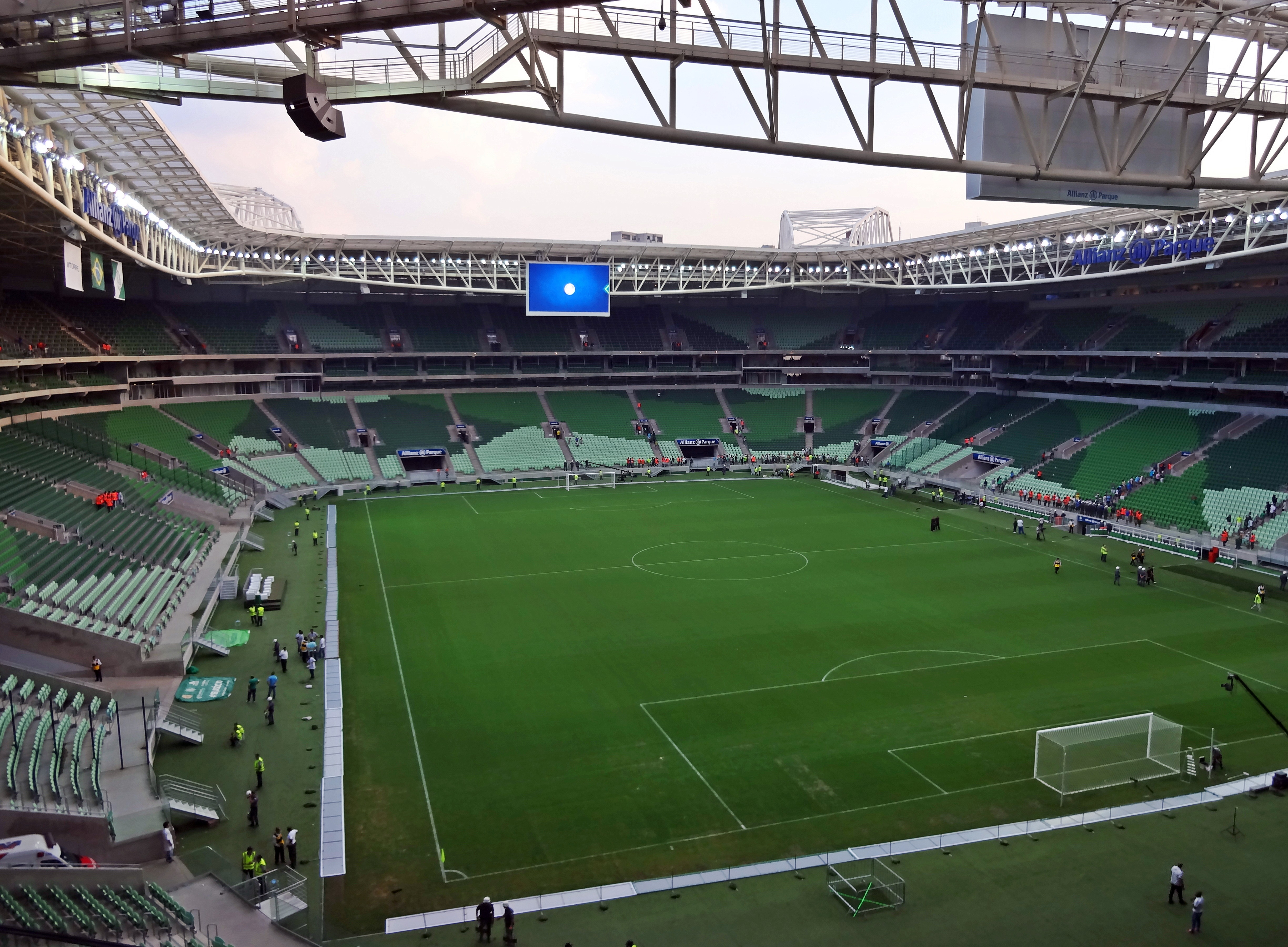
Estádio Allianz Parque

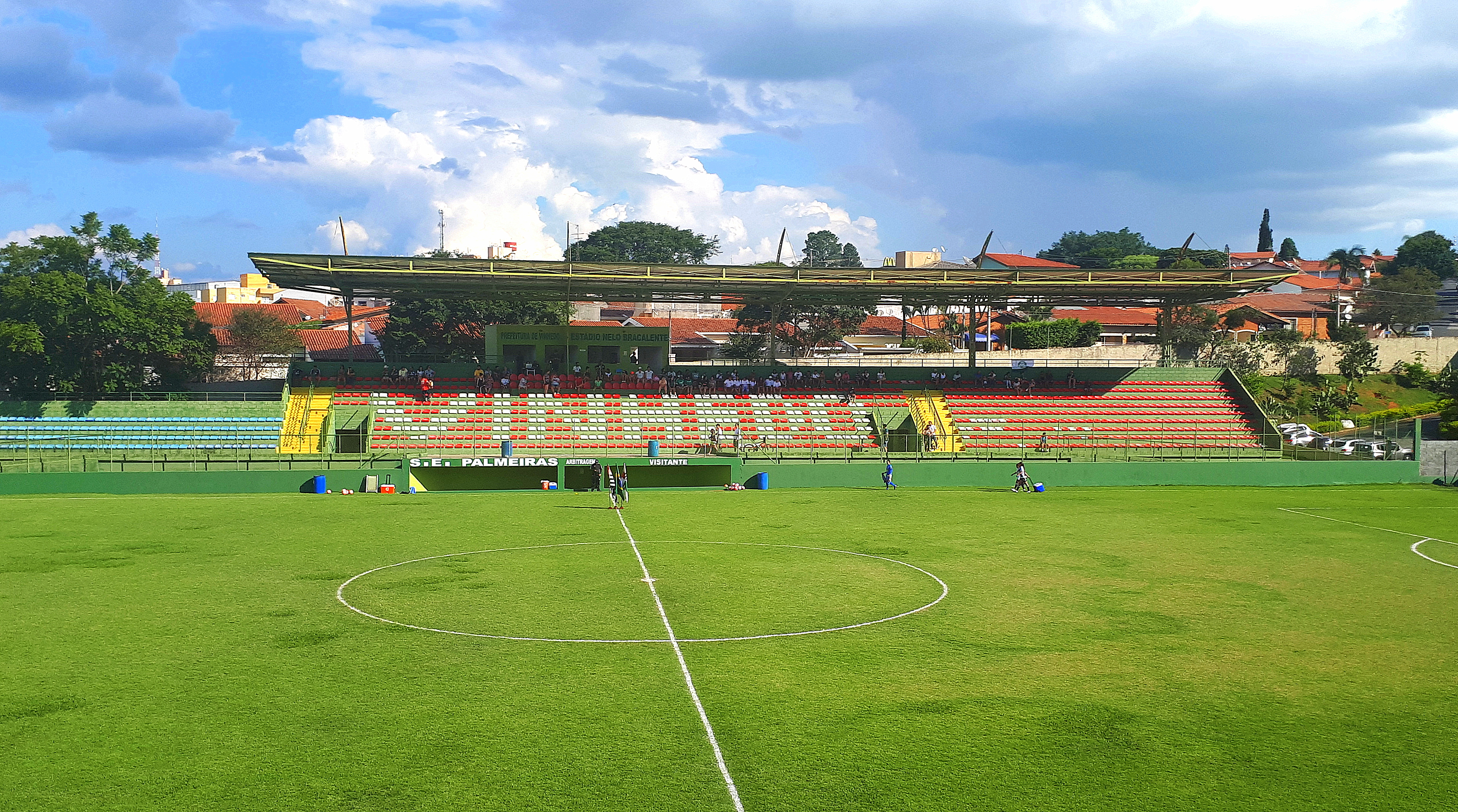
Estádio Municipal Nelo Bracalente

Desde 2019, como parte da parceria do clube com a prefeitura de Vinhedo, as Palestrinas mandam seus jogos no Estádio Municipal Nelo Bracalente e a partir de 2020 em partida contra o Santos Futebol Clube, as Sereias da Vila, valida pelo Brasileirão feminino série A-1 daquele ano, um número considerável de partidas com mando do time feminino do Palmeiras vem sendo realizadas no Allianz Parque em São Paulo.
No Nelo Bracalente o Palmeiras foi campeão da Copa Paulista de futebol feminino de 2019 e no Allianz da edição de 2021 dessa mesma competição.

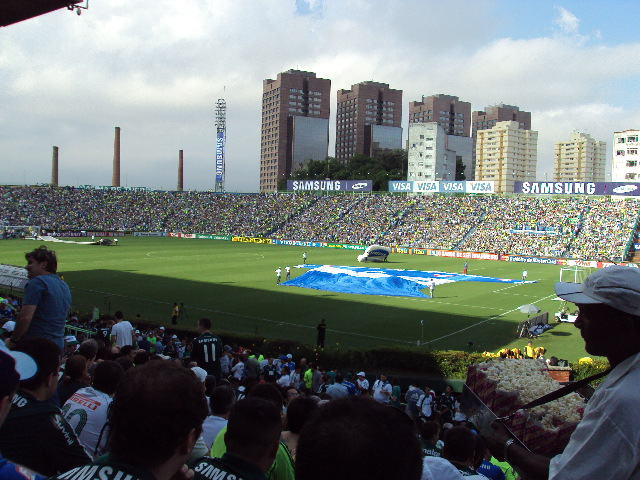
Estádio Palestra Itália

Também no Allianz Parque, o Palmeiras recebeu o primeiro jogo da final do Brasileirão Feminino série A-1 de 2021.

### Estádio anterior
No primeiro período de funcionamento da equipe feminina do Palmeiras que durou de 1997 a 2012, o time mandava seus jogos no Estádio Palestra Itália em São Paulo, mesmo local onde o time masculino do clube também mandava seus jogos.

## Títulos
| CONTINENTAIS                    | CONTINENTAIS                 | CONTINENTAIS | CONTINENTAIS                |
| ------------------------------- | ---------------------------- | ------------ | --------------------------- |
|                                 | Competição                   | Títulos      | Temporadas                  |
| Trofeo de Libertadores Femenina | Copa Libertadores de América | 1            | 2022                        |
| ESTADUAIS                       |                              |              |                             |
|                                 | Competição                   | Títulos      | Temporadas                  |
|                                 | Campeonato Paulista          | 3            | 2001, 2022 e 2024           |
|                                 | Copa Paulista                | 2            | 2019 e 2021                 |
|                                 | Jogos Regionais              | 3            | 2005, 2008 e 2010           |
| TOTAL                           |                              |              |                             |
|                                 | Competição                   | Títulos      | Descrição                   |
|                                 | Titulos Oficiais             | 9            | 1 Continental e 8 Estaduais |

 Campeão invicto

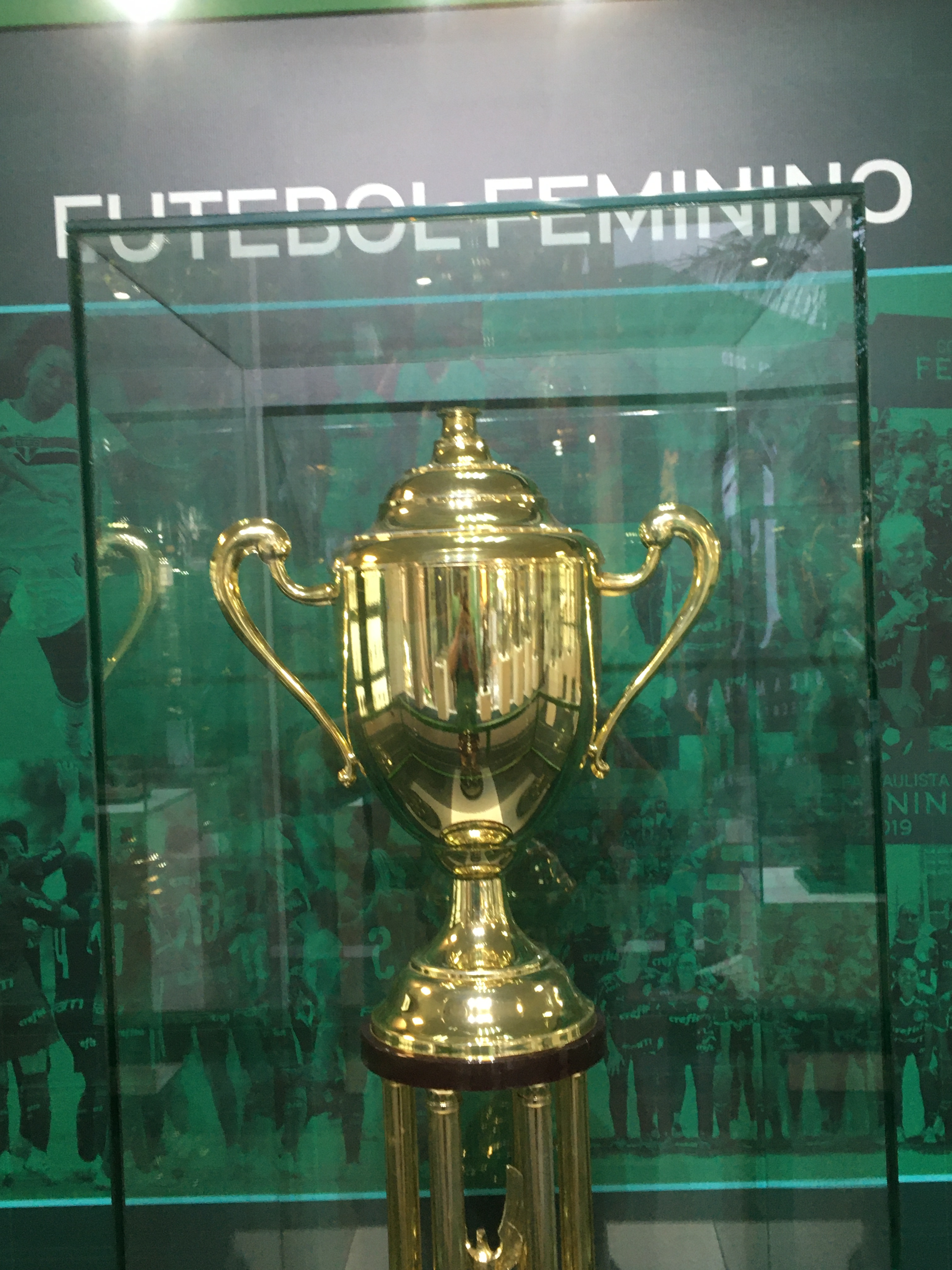
Taça do Campeonato Paulista Feminino de 2001 na sala de troféus do Palmeiras

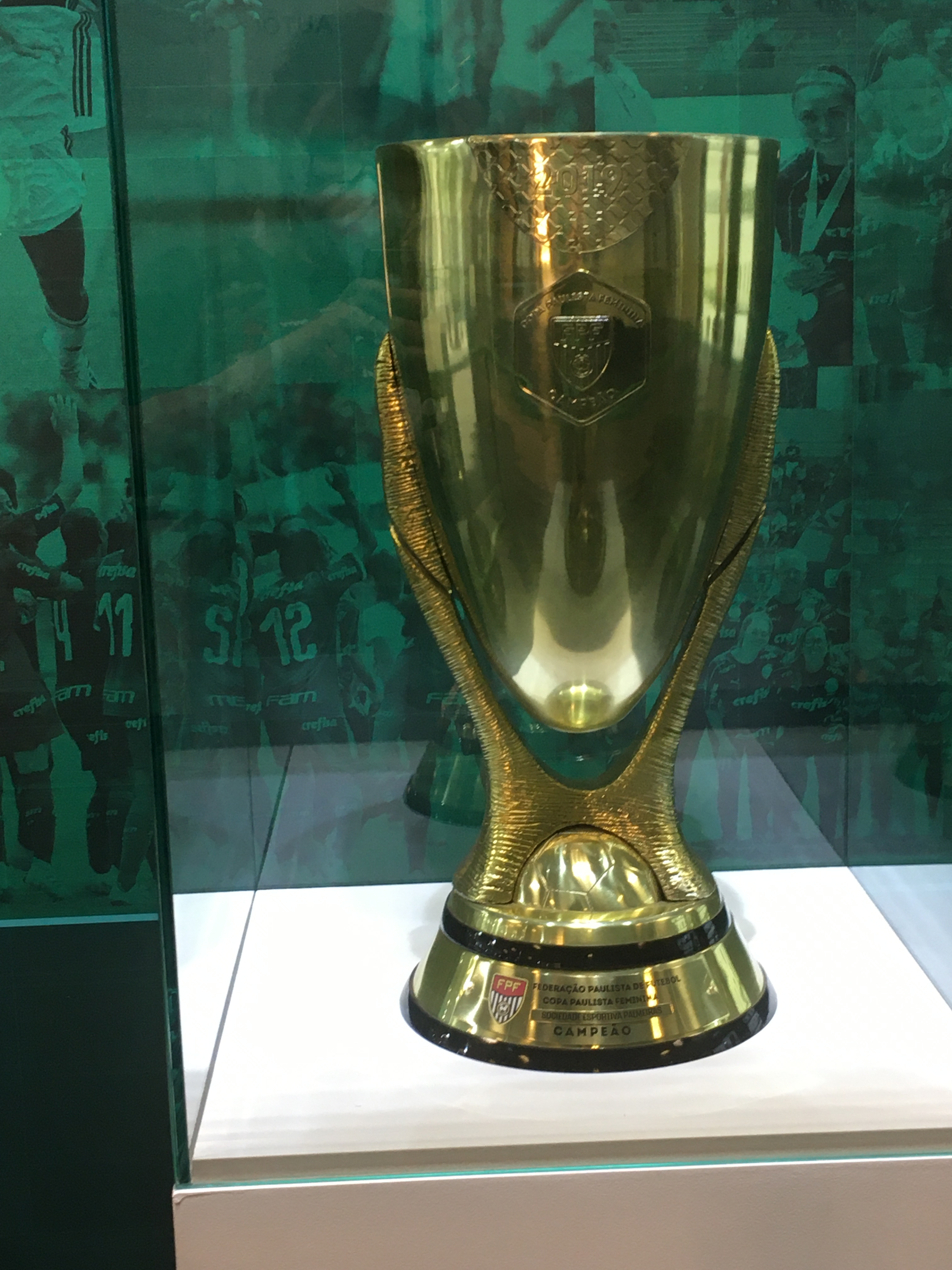
Taça da Copa Paulista Feminina de 2019 na sala de troféus do Palmeiras

Desde 26 de agosto de 2021, todos os troféus conquistados pelo time feminino estão expostos na sala de troféus do Palmeiras no Allianz Parque.

### Participações em competições
|  | Participações em 2024 |

| Competição | Competição                   | Temporadas | Melhor campanha             | Anos disputados                              |
| ---------- | ---------------------------- | ---------- | --------------------------- | -------------------------------------------- |
| São Paulo  | Campeonato Paulista          | 14         | Campeão (2001, 2022 e 2024) | 1999-2002, 2006, 2008, 2010, 2012, 2019-2024 |
| Brasil     | Campeonato Brasileiro        | 5          | Vice campeão (2021)         | 2020-2024                                    |
| Brasil     | Série A2                     | 1          | 3º colocado (2019)          | 2019                                         |
| Brasil     | Supercopa do Brasil          | 1          | Primeira fase (2022)        | 2022                                         |
|            | Copa Libertadores da América | 2          | Campeão (2022)              | 2022-2023                                    |

## Rivalidades

### Derby Paulista
Esse é o nome dado ao confronto entre Palmeiras e Corinthians.
O primeiro jogo foi realizado no Ibirapuera, em 1997, no qual o Palmeiras perde para o rival (1–0). Depois de 2001, o confronto só voltou a ser disputado em 2020.
A primeira final do clássico foi em 2021, pelo Campeonato Brasileiro onde o Corinthians vence por 4 a 2 no agregados(1–1 na ida e 3–1 para o Corinthians na volta). 
| Clube       | V  | E | D  | GM | GS | SG  |
| ----------- | -- | - | -- | -- | -- | --- |
| Corinthians | 13 | 4 | 3  | 48 | 20 | +28 |
| Palmeiras   | 3  | 4 | 13 | 20 | 48 | –28 |

### Choque Rainha
O primeiro jogo oficial entre São Paulo e Palmeiras no futebol feminino aconteceu em 29 de abril de 1997. Na ocasião, o embate válido pelo estadual foi realizado no estádio Ícaro de Castro Melo e terminou com uma goleada do São Paulo - Kátia Cilene marcou cinco dos seis gols. Contudo, o Palmeiras venceu a partida do returno e tomou a vantagem do confronto vencendo novamente em 2001.
Dezoito anos depois, São Paulo e Palmeiras protagonizaram uma série de embates no ano de 2019. O primeiro jogo, válido pelo Campeonato Paulista, ocorreu em 7 de abril, na cidade de Guarulhos, e terminou empatado. No mês seguinte, o São Paulo venceu o adversário pelo returno; na ocasião, a atleta Ary Borges marcou o tento com uma finalização do meio de campo. Os rivais também se enfrentaram na segunda fase do estadual. O primeiro embate terminou empatado, enquanto o São Paulo saiu vitorioso no segundo. Neste último, ambas as equipes se encontravam empatadas na classificação, com o Palmeiras em vantagem nos critérios de desempates. O resultado positivo, no entanto, fez com que o São Paulo ultrapasse o rival e, consequentemente, eliminando-o. Já pela segunda divisão do nacional, o São Paulo se qualificou, eliminando o rival na semifinal após uma vitória e um empate. Por fim, o São Paulo perdeu a decisão da Copa Paulista. A quantidade de confrontos no ano chamaram a atenção da mídia brasileira, que começou a referir o duelo como "Choque Rainha".
| Clube     | V | E | D | GM | GS | SG |
| --------- | - | - | - | -- | -- | -- |
| São Paulo | 7 | 4 | 3 | 25 | 19 | +6 |
| Palmeiras | 3 | 4 | 7 | 19 | 25 | –6 |

### Palmeiras versus Santos
Esse é outro clássico envolvendo a equipe do Palmeiras, contra o Santos.

## Patrocínios e material esportivo
Antes de 2022, os patrocínios do time feminino eram os mesmos do time masculino, entre 2022 e 2024 teve patrocínios próprios e em 2025 voltou a ter os mesmos patrocínios do time masculino.
| Periodo   | Material Esportivo | Patrocinadores (principal) | Patrocinadores (secundários)                            | Ref                         |
| --------- | ------------------ | -------------------------- | ------------------------------------------------------- | --------------------------- |
| 2019–2022 | Puma               | Crefisa                    | FAM                                                     |                             |
| 2022–2024 | Puma               | Betfair                    | Cimed / Cartão de TODOS / Pernambucanas / Crefisa / FAM | [ 40 ] [ 41 ] [ 42 ] [ 43 ] |
| 2024      | Puma               | Esportes da Sorte          | Crefisa / FAM / Ademicon                                | [ 44 ] [ 45 ]               |
| 2025–     | Puma               | Sportingbet                | Sil Fios e Cabos Elétricos / Ademicon                   | [ 46 ] [ 47 ]               |

## Uniformes

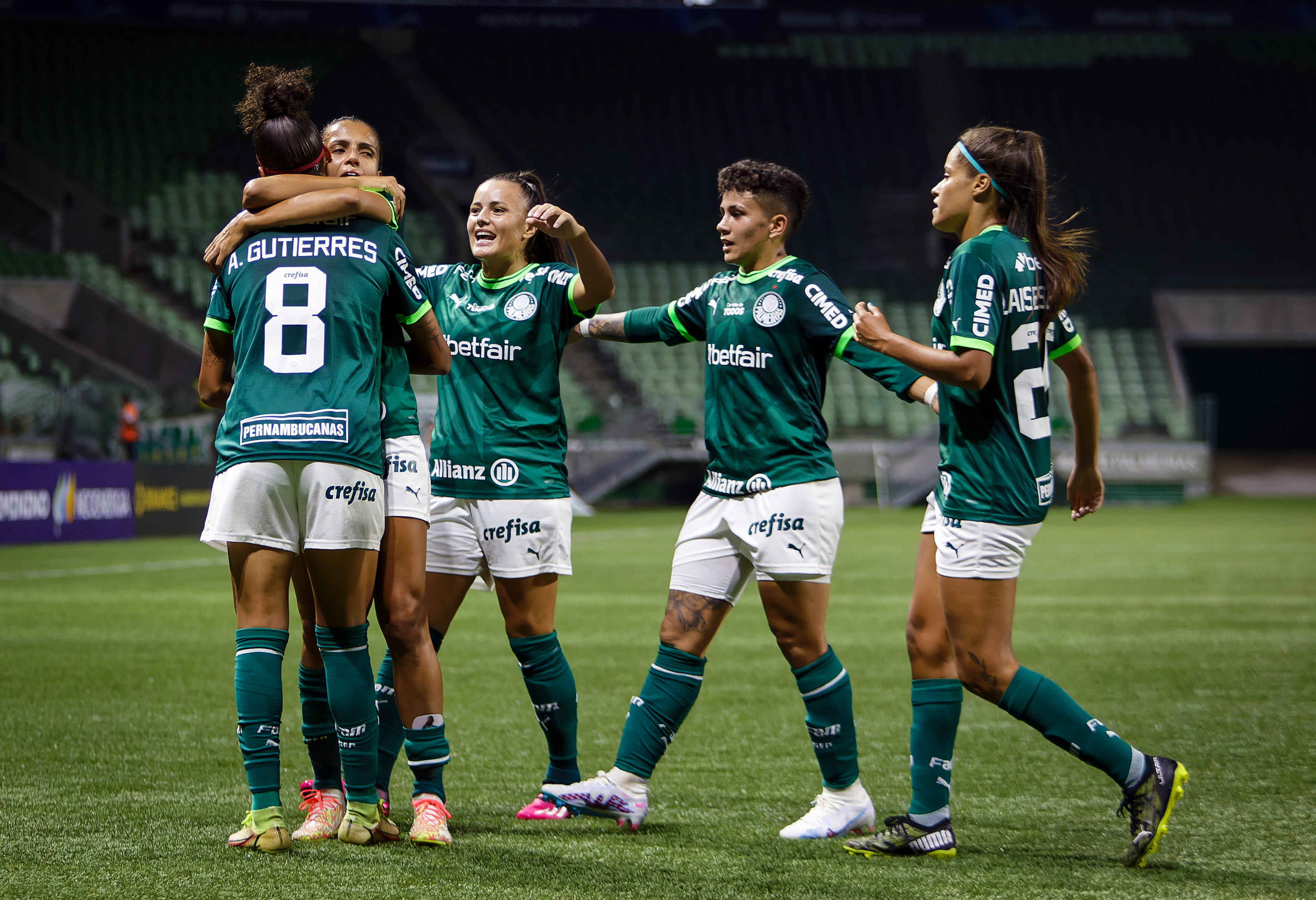
Jogadoras do Palmeiras durante partida pelo Campeonato Brasileiro de 2023 no Allianz Parque

### Uniformes atuais

#### Uniformes das jogadoras
- Primeiro uniforme: Camisa verde, calção branco e meias verdes;
- Segundo uniforme: Camisa branca, calção verde e meias brancas;

| Primeiro | Segundo |

#### Uniformes das goleiras
- Camisa azul, calção e meias azuis;
- Camisa verde limão, calção e meias verdes limão;
- Camisa grená, calção e meias grenás.

| Cores do Time · Cores do Time · Cores do Time · Cores do Time · Cores do Time | Cores do Time · Cores do Time · Cores do Time · Cores do Time · Cores do Time | Cores do Time · Cores do Time · Cores do Time · Cores do Time · Cores do Time |

#### Uniformes de treino
- Camisa verde limão, calção verde e meias brancas;
- Camisa verde, calção e meias verdes.

| Jogadoras | C. Técnica |

## Elenco atual
Última atualização: 1 de setembro de 2024.
Legenda:
- : Capitã
- : Jogadora lesionada/contundida

## Futebolistas
Grandes jogadoras, muitas das quais com passagem na Seleção Brasileira de Futebol Feminino, como Maravilha, Tânia Maranhão, Elane, Cidinha, Robertinha, Gisele Priscila, Sissi, Nilda, Formiga, Bia Zaneratto, Rafaelle, Rosana e Michele já tiveram passagens pelo clube.

### Artilheiras
Estas são as maiores artilheiras da história do Palmeiras desde a reativação da modalidade em 2019:
- Atualizado em 20 de novembro de 2024.Bia Zaneratto, maior artilheira do Palmeiras desde a volta da equipe feminina em 2019

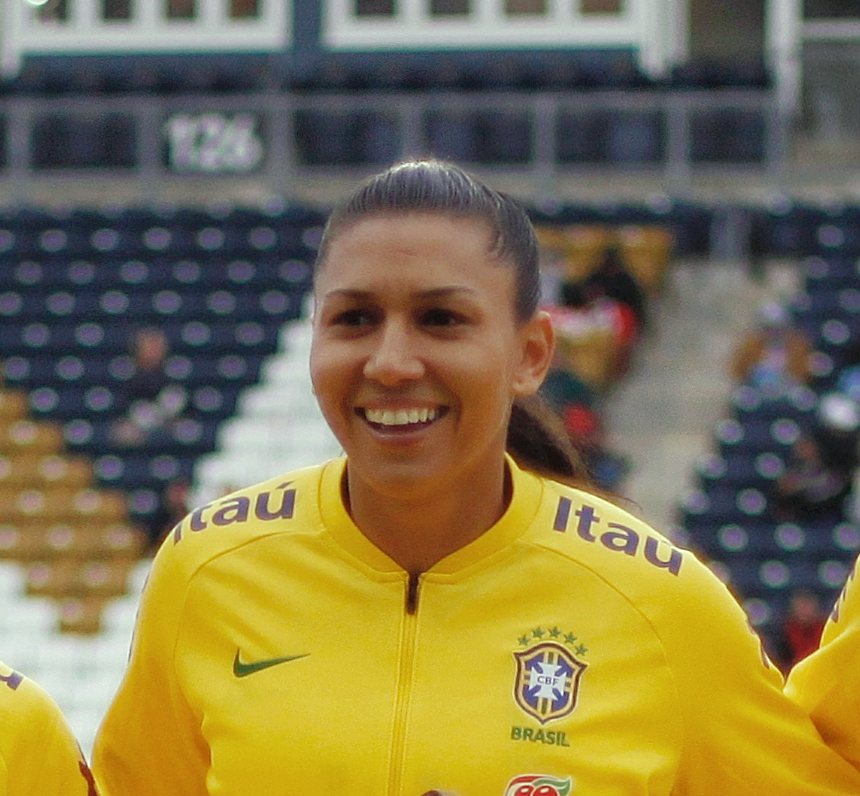
Bia Zaneratto, maior artilheira do Palmeiras desde a volta da equipe feminina em 2019

| Pos. | Jogadora         | Posição         | Período         | Gols | Ref.          |
| ---- | ---------------- | --------------- | --------------- | ---- | ------------- |
| 1ª   | Bia Zaneratto    | Atacante        | 2020–2023       | 55   | [ 48 ] [ 49 ] |
| 2ª   | Amanda Gutierres | Atacante        | 2023–           | 48   | [ 50 ]        |
| 3ª   | Carla Nunes      | Atacante        | 2019–2020       | 37   | [ 49 ]        |
| 3ª   | Ary Borges       | Meio-campo      | 2020–2022       | 37   | [ 49 ]        |
| 5ª   | Duda Santos      | Meio-campo      | 2021–2023       | 22   | [ 51 ]        |
| 5ª   | Letícia Ferreira | Atacante        | 2023–           | 22   | [ 52 ]        |
| 7ª   | Camilinha        | Meio-campo      | 2020–2023       | 16   | [ 53 ]        |
| 8ª   | Carol Rodrigues  | Atacante        | 2021–2022       | 15   |               |
| 8ª   | Bruna Calderan   | Lateral direito | 2020–           | 15   | [ 54 ]        |
| 10ª  | Thaís Ferreira   | Zagueira        | 2019–2022       | 14   | [ 55 ] [ 56 ] |
| 10ª  | Bianca Gomes     | Atacante        | 2019–2020/2023– | 14   | [ 57 ] [ 58 ] |

### Mais jogos

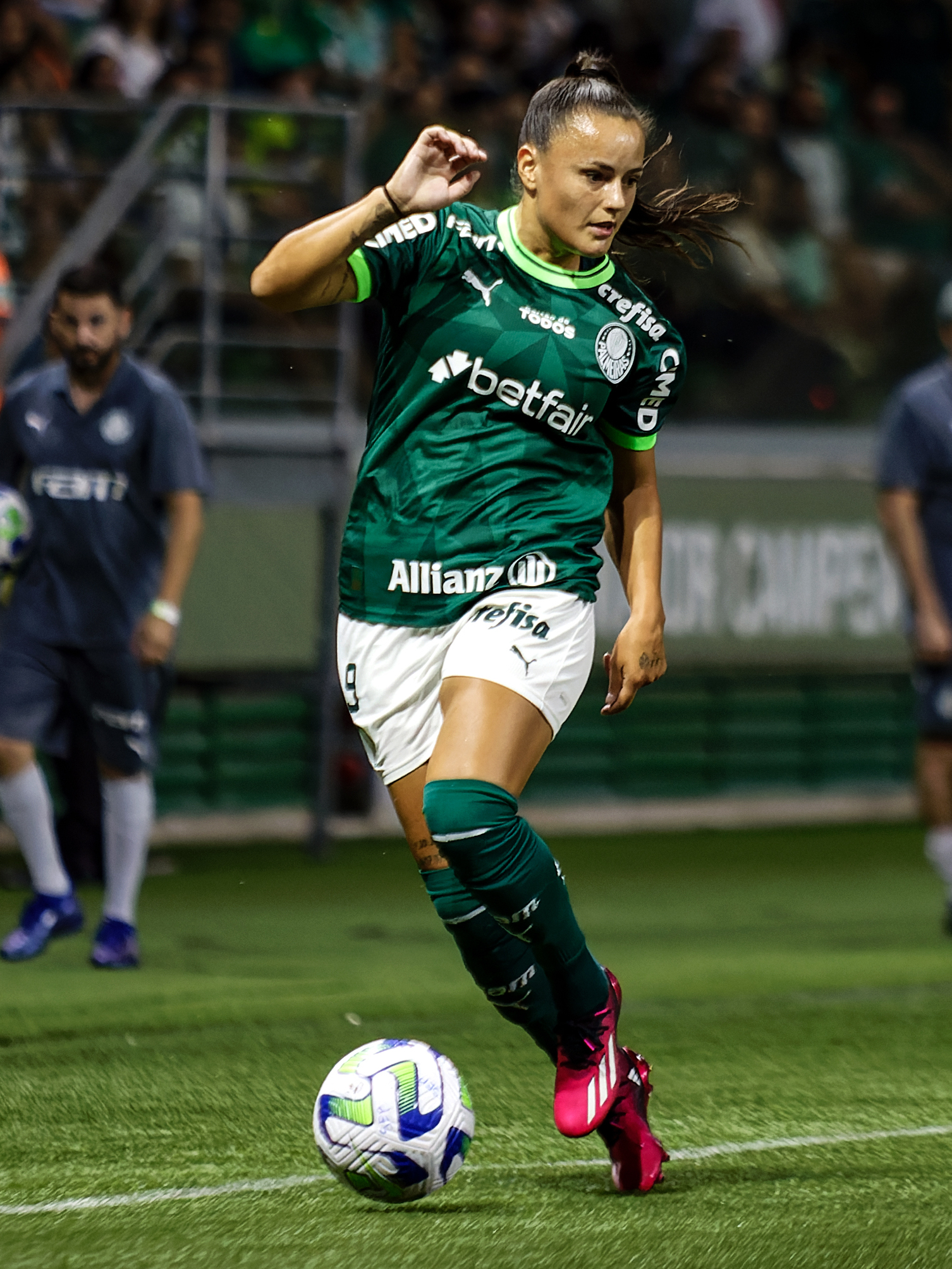
Camilinha

- Atualizado em 20 de novembro de 2024.

| Pos. | Jogadora         | Posição         | Período   | Jogos | Ref    |
| ---- | ---------------- | --------------- | --------- | ----- | ------ |
| 1ª   | Bruna Calderan   | Lateral direito | 2020–     | 135   | [ 54 ] |
| 2ª   | Camilinha        | Meio-campo      | 2020–2023 | 130   | [ 53 ] |
| 3ª   | Duda Santos      | Meio-campo      | 2021–2023 | 111   | [ 59 ] |
| 3ª   | Katrine          | Meio-campo      | 2021–2023 | 111   | [ 60 ] |
| 5ª   | Jully            | Goleira         | 2019–2022 | 93    | [ 61 ] |
| 6ª   | Ary Borges       | Meio-campo      | 2020–2022 | 86    | [ 62 ] |
| 7ª   | Julia Bianchi    | Meio-campo      | 2021–2023 | 77    | [ 63 ] |
| 8ª   | Bia Zaneratto    | Atacante        | 2020–2023 | 83    | [ 49 ] |
| 9ª   | Agustina Barroso | Zagueiro        | 2020–2022 | 70    | [ 64 ] |
| 10ª  | Andressinha      | Meio-campo      | 2022–     | 66    | [ 65 ] |

### Goleiras
Estas são as goleiras com mais partidas na história do Palmeiras desde a reativação da modalidade em 2019:

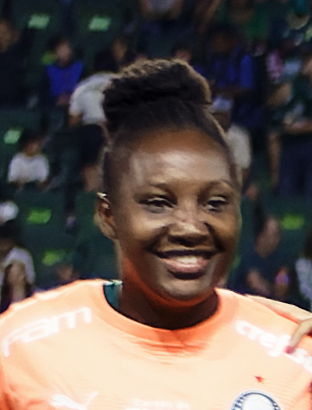
Amanda de Souza, 2ª goleira com mais jogos pelo Palmeiras desde a volta da equipe em 2019

- Atualizado em 20 de novembro de 2024.

| Pos. | Jogadora          | Período   | Jogos | Ref.   |
| ---- | ----------------- | --------- | ----- | ------ |
| 1ª   | Jully             | 2019–2022 | 93    | [ 61 ] |
| 2ª   | Amanda de Souza   | 2020–     | 36    | [ 66 ] |
| 3ª   | Vivi Domingues    | 2019–2020 | 23    |        |
| 3ª   | Natascha Honegger | 2024–     | 23    | [ 67 ] |
| 5ª   | Kate Tapia        | 2023–     | 21    | [ 68 ] |
| 6ª   | Taty Amaro        | 2021      | 9     |        |
| 7ª   | Alicia Bobadilla  | 2023      | 8     |        |
| 8ª   | Awanny            | 2020–2022 | 4     |        |
| 9ª   | Karen Xavier      | 2020      | 3     |        |
| 9ª   | Bruna Hirata      | 2023–     | 3     | [ 69 ] |